# CITEDEF
CITEDEF (исп. Instituto de Investigación Científicas y Técnicas para la Defensa, Институт научно-технических исследований в области обороны) — аргентинское государственное федеральное учреждение, занимающееся исследованием, разработкой и сертификацией вооружения.

## История
Институт создан в 1954 году. Первоначально он назывался CITEFA (исп. Instituto de Investigaciones Científicas y Técnicas de las Fuerzas Armadas, Институт вооружённых сил по научно-техническим исследованиям). Было переименовано после перехода под ведомство Министерства обороны Аргентины.

## Разработки
- Пушки полевой артиллерии: L 33, L 45 CALA 30[англ.][1] и 105-мм пушка CALIV
- Реактивные системы залпового огня: 105 мм Pampero и 127 мм CP-30[1]video
- Противотанковые ракеты: Mathogo[1][2] и MARAvideo
- Боевые ракеты: «Альбатрос», «Мартин Фьерро», «Мартин Пескадор»[2], CIBEL-2K[1] и AS-25K[англ.]
- Ракета Gradicom PCX-2009[3]
- Баллистические ракеты: SS-50[2] и серия «Кондор»[англ.][1]
- Двухступенчатая ракета Gradicom II[исп.]
- Ракета ORBIT для выведения полезных нагрузок на орбиту
- Ветрогенератор на полярной станции Марамбио[4]
- ТВ/инфракрасные/лазерные датчики SEON для катеров типа «Интрепида»[5]
- Прототип лазерной установки для удаления радиоактивных компонентов из состава тяжёлой воды (совместно с INVAP)[6]